# ۴-آمینوسالیسیلیک اسید
۴-آمینوسالیسیلیک اسید، که همچنین به عنوان پارا آمینوسالیسیلیک اسید نیز شناخته شده و تحت نام تجاری Paser فروخته می‌شود، یک آنتی‌بیوتیک است که در درجه اول برای درمان سل مورد استفاده قرار می‌گیرد. به‌طور خاص برای درمان سل مقاوم به داروی فعال همراه با سایر داروهای ضد سل استفاده می‌شود. همچنین از آن به عنوان ماده درجه دوم سولفاسالازین در افراد مبتلا به بیماری التهابی روده مانند کولیت اولسراتیو و بیماری کرون استفاده شده‌است. این دارو معمولاً به صورت خوراکی مصرف می‌شود.
عوارض جانبی شایع شامل حالت تهوع، درد شکم و اسهال است. سایر عوارض جانبی ممکن است شامل التهاب کبد و واکنش‌های آلرژیک باشد. مصرف آن در افرادی که مرحله آخر بیماری کلیوی دارند توصیه نمی‌شود. در حالی که به نظر نمی‌رسد استفاده از آن در دوران بارداری ضرری داشته باشد، اما در این جمعیت به خوبی مطالعه نشده‌است. باور بر این است که آمینوسالیسیلیک اسید با جلوگیری از توانایی باکتری‌ها در ساخت اسید فولیک کار می‌کند.
۴-آمینوسالیسیلیک اسید اولین بار در سال ۱۹۰۲ ساخته شد و در سال ۱۹۴۳ مورد استفاده پزشکی قرار گرفت. این دارو در فهرست داروهای ضروری سازمان جهانی بهداشت که ایمن‌ترین و موثرترین داروهای مورد نیاز در یک سیستم بهداشتی قرار دارد. تا تاریخ ۲۰۰۵، یک دوره درمانی برای بیماری سل حدود ۲۷۰۰ دلار آمریکا هزینه داشت.

## مصارف پزشکی
عمده‌ترین کاربرد ۴-آمینوسالسیلیک اسید برای درمان عفونت‌های سل است.